# Aditya Assarat
Aditya Assarat (อาทิตย์ อัสสรัตน์ en thaï), né à Bangkok en 1972, est un réalisateur, scénariste et producteur thaïlandais.

## Biographie

### Enfance
En 1972, Aditya naît à Bangkok puis grandit en Thaïlande.

### Adolescence et études
En 1987, à 15 ans, Aditya part aux États-Unis. En 1990, à 18 ans, il étudie l'histoire à l'université de New-York. Il commence alors à regarder beaucoup de films et décide de devenir metteur en scène. Ensuite il étudie le cinéma à l'université de Californie du Sud et obtient un master en 2000.

### Carrière professionnelle
Aditya réalise d'abord des courts-métrages puis des moyens et longs métrages. Il travaille pendant un an à Hollywood avec la réalisatrice et productrice indo-américaine Mira Nair.
En 2006, il crée la société de production Pop Pictures.

## Filmographie

### Réalisateur et scénariste

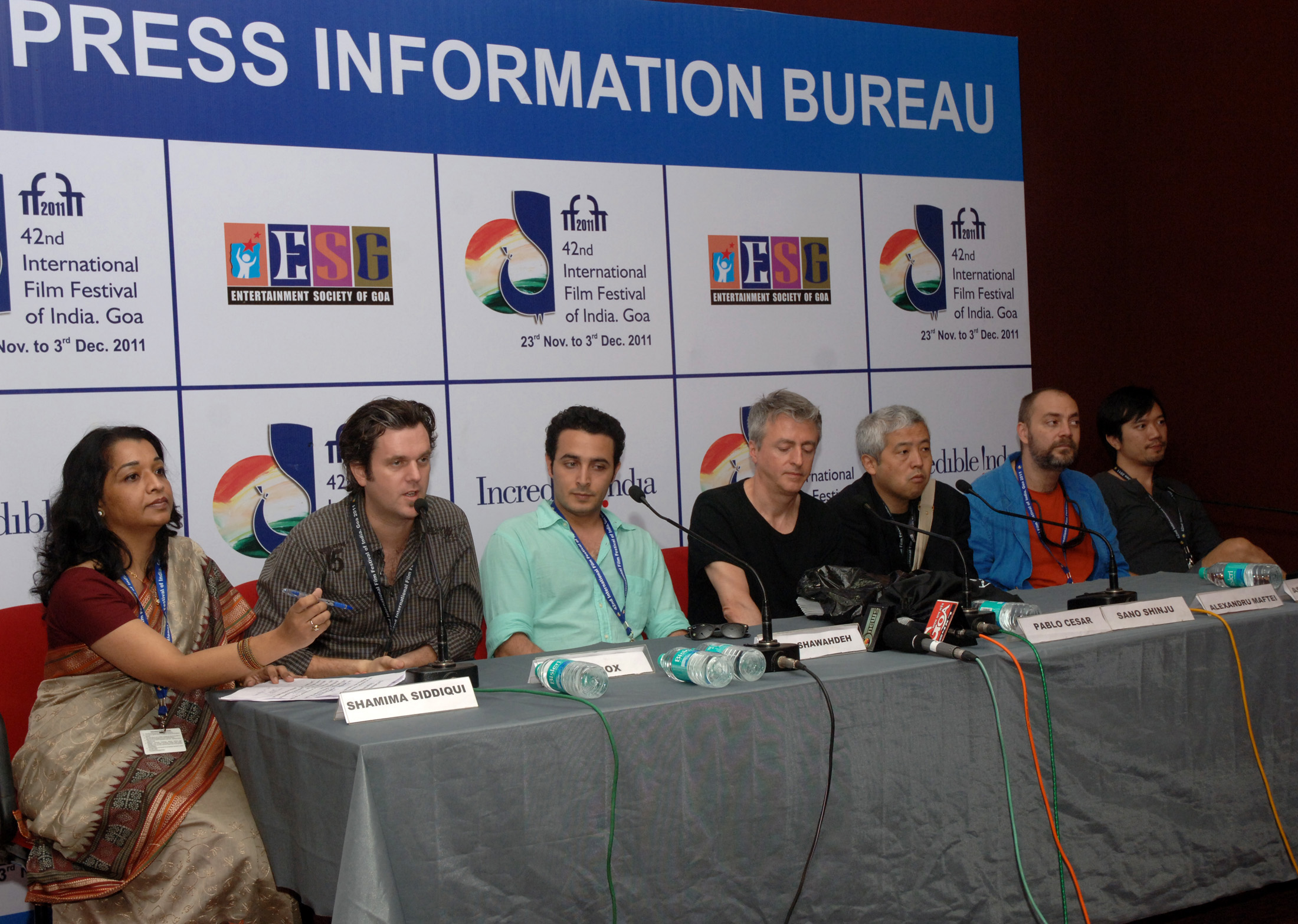
A droite, tout au bout de la table, à côté de l'homme à la veste bleu et au tee-shirt rouge (Alexandru Maftei), Aditya Assarat, le réalisateur de Hi-So à l'IFFI (International Film Festival of India) de 2011.

- 2000 : Motor Cycle (court métrage)
- 2002 : 705 Sukhumvit 55 (court métrage)
- 2002 : Pru Raw Velvet (Groupe de rock thaïlandais) : A concert documentary[5]
- 2003 : L'attente (Waiting) (moyen métrage)
- 2005 : 3 Friends
- 2005 : Boy Genius (court métrage)
- 2006 : Boy Genius (court métrage)
- 2007 : Wonderful Town[6],[7]
- 2007 : Boy Genius (court métrage)
- 2009 : Sawasdee Bangkok avec les réalisateurs Pen-ek Ratanaruang, Kongdej Jaturanrasamee et Wisit Sasanatieng[8]
- 2009 : Phuket (court métrage)
- 2010 : Hi-So avec l'acteur Ananda Everingham[9]
- 2013 : Letters from the South[10]
- 2018 : 10 jours en Thaïlande / 10 years in thailand avec les réalisateurs  Wisit Sasanatieng, Chulayarnon Siriphol et Apichatpong Weerasethakul[11],[12],[13],[14].

### Producteur
- 2010 : Eternity
- 2013 : Mary is Happy, Mary is Happy